# Ayakashi Triangle
Ayakashi Triangle (あやかしトライアングル, Ayakashi Toraianguru) est un shōnen manga écrit et dessiné par Kentarō Yabuki. Il est prépublié entre le 15 juin 2020 et le 18 avril 2022 dans le Weekly Shōnen Jump. Sa sérialisation a ensuite été transférée sur la plateforme numérique Shōnen Jump+ entre le 25 avril 2022 et le 25 septembre 2023. Le manga est publié en volumes reliés par l'éditeur japonais Shūeisha. La version française est éditée par Delcourt/Tonkam depuis le 5 janvier 2022. La diffusion d'une adaptation en série télévisée animée produite par le studio d'animation Connect est diffusée depuis janvier 2023.

## Synopsis
Le Japon regorge de mystérieux monstres appelés Ayakashi. Pour les exorciser et contrer la menace une organisation ninja s'est formée. Matsuri est un jeune ninja exorciste qui affronte régulièrement ces créatures et protège son amie d'enfance Suzu, qui possède elle aussi la capacité de les voir. Mais lorsqu'elle s'attache à un chat Ayakashi nommé Shirogane, les choses basculent.

## Personnages
Matsuri Kazamaki (風巻 祭里, Kazamaki Matsuri)
C'est un jeune ninja exorciste appartenant au clan Kazamaki. Il s'entraîne pour prendre la place de son grand-père à la tête du clan. Il est insouciant mais responsable. Dans sa jeunesse, il avait peur des ayakashi.
Suzu Kanade (花奏 すず, Kanade Suzu)
Suzu est une jeune fille capable de voir et d'attirer les ayakashi. Elle fait confiance aux ayakashi mais se retrouve souvent dans des situations dangereuses.
Shirogane (シロガネ, Shirogane)
Il s'agit du roi des Ayakashi. Sa véritable force est un gigantesque félin mais il apparaît souvent sous la forme d'un chat obèse vêtu d'un bavoir. Il accompagne Matsuri, il est jaloux des sentiments de Matsuri envers Suzu.

## Manga
Ayakashi Triangle est dessiné par Kentarō Yabuki. La série débute sa publication dans le numéro 28 du magazine Weekly Shōnen Jump de l'éditeur Shūeisha paru le 15 juin 2020 et se termine dans le 20e numéro 2022 du Weekly Shōnen Jump avant d'être transféré sur la plateforme Shōnen Jump+ à partir du 25 avril 2022,. L'éditeur Shūeisha publie les chapitres en  tankōbon avec un premier volume sorti le 2 octobre 2020. Seize volumes sont sortis au 4 décembre 2023. La version française est publiée par Delcourt/Tonkam avec un premier volume sorti le 4 janvier 2022.

### Liste des volumes
| no | Japonais         | Japonais          | Français        | Français          |
| no | Date de sortie   | ISBN              | Date de sortie  | ISBN              |
| --- | ---------------- | ----------------- | --------------- | ----------------- |
| 1 | 2 octobre 2020   | 978-4-08-882505-2 | 5 janvier 2022  | 978-2-4130-4303-4 |
| Liste des chapitres : - Chapitre 1 : Matsuri, Suzu et le démon (祭里とすずと妖, Matsuri to Suzu to Ayakashi) - Chapitre 2 : Ma copine (オンナトモダチ, Onna Tomodachi) - Chapitre 3 : Je ne pourrai pas me le pardonner ! (納得できない, Nattoku Dekinai) - Chapitre 4 : Quand tu étais petit (幼心の君, Yōshin no Kimi) - Chapitre 5 : Le ninja exorciste à la vitesse divine (神速の祓忍, Shinsoku no Harainin) - Chapitre 6 : Les beautés de la nature (花鳥風月, Kachōfūgetsu) - Chapitre 7 : Le spleen de la vierge des Ayakashi (妖巫女の憂鬱, Ayakashi Miko no Yūutsu) - Bonus : Le slip de Matsuri (祭里のパンツ, Matsuri no Pantsu) |                  |                   |                 |                   |
| 2 | 4 décembre 2020  | 978-4-08-882516-8 | 13 avril 2022   | 978-2-4130-4304-1 |
| Liste des chapitres : - Chapitre 8 : Le métamorphe (おもかげ, Omokage) - Chapitre 9 : Des liens spéciaux (トクベツな関係, Tokubetsu na Kankei) - Chapitre 10 : Apparition et disparition (視える、視えない, Mieru, Mienai) - Chapitre 11 : La vérité dans son cœur (精神の形, Seishin no Katachi) - Chapitre 12 : Garaku Utagawa (歌川画楽, Utagawa Garaku) - Chapitre 13 : Le signal d'alerte (覚醒の兆し, Kakusei no Kizashi) - Chapitre 14 : Dans la tête de Matsuri (祭里の中に, Matsuri no Naka ni) - Chapitre 15 : La boutique d'équipement ninja (祓忍具屋, Harainingu-ya) - Chapitre 16 : Mon premier petit ami (初めてのひと, Hajimete no Hito) - Bonus : Une famille et un toit pour Matsuri (一家に一台 祭里ちゃん, Ikka ni Ichidai Matsuri-chan) |                  |                   |                 |                   |
| 3 | 4 mars 2021      | 978-4-08-882582-3 | 29 juin 2022    | 978-2-4130-4615-8 |
| Liste des chapitres : - Chapitre 17 : Les promesses de la jeunesse (誘う少年, Izanau Shōnen) - Chapitre 18 : Sôsuke Hinojiki, "l'anthropomorphe" (人妖・日喰想介, Jin'yō Hinojiki Sōsuke) - Chapitre 19 : Matsuri contre "l'anthropomorphe" (祭里VS人妖 そして..., Matsuri tai Jin'yō, Soshite...) - Chapitre 20 : Les souvenirs de Shirogane (シロガネの想い, Shirogane no Omoi) - Chapitre 21 : Un coeur en parfaite harmonie (調和の心, Chōwa no Kokoro) - Chapitre 22 : Evolution et changement (流転の賜物, Ruten no Tamamono) - Chapitre 23 : Suzu Kanade, la reine des Ayakashi (妖の王、花奏すず, Ayakashi no Ō, Kanade Suzu) - Chapitre 24 : Le rebut des Ayakashi (妖の落しもの, Ayakashi no Otoshimono) - Chapitre 25 : Le papi à la vitesse divine (神速の親父, Shinsoku no Oyaji) - Bonus : En avant, le clan des Ayakashi Pirates (GO! あやかし海賊団!!, Gō! Ayakashi Kaizoku-dan!!) |                  |                   |                 |                   |
| 4 | 4 juin 2021      | 978-4-08-882682-0 | 19 octobre 2022 | 978-2-4130-4616-5 |
| Liste des chapitres : - Chapitre 26 : "彼"との遭遇? ('Kare' to no Sōgū?) - Chapitre 27 : 祓香 (Haraikō) - Chapitre 28 : ノスタルジック・ホーム (Nosutarujikku Hōmu) - Chapitre 29 : 元・妖の王の嘆き (Moto Ayakashi no Ō no Nageki) - Chapitre 30 : 画楽を追え！ (Garaku o Oe!) - Chapitre 31 : 塵塚怪王 (Chirizuka Kaiō) - Chapitre 32 : 比良坂命依 (Hirasaka Mei) - Chapitre 33 : 困惑の祭里 (Konwaku no Matsuri) - Chapitre 34 : 折神 (Origami) |                  |                   |                 |                   |
| 5 | 4 août 2021      | 978-4-08-882732-2 | 4 janvier 2023  | 978-2-4130-7657-5 |
| Liste des chapitres : - Chapitre 35 : 宋牙くんと香炉木先輩 (Sōga-kun to Kōrogi-senpai) - Chapitre 36 : 謎の雪娘 (Nazo no Yuki Musume) - Chapitre 37 : ラチカ捕獲作戦 (Rachika Hokaku Sakusen) - Chapitre 38 : スネグーラチカと雲外鏡 (Sunegūrachika to Ungaikyō) - Chapitre 39 : ラチカ暴走 (Rachika Bōsō) - Chapitre 40 : シロガネの風邪 (Shirogane no Kaze) - Chapitre 41 : すずのおへそ (Suzu no Oheso) - Chapitre 42 : いぶき先生 (Ibuki Sensei) - Chapitre 43 : 母娘水入らず (Oyako Mizuirazu) |                  |                   |                 |                   |
| 6 | 4 octobre 2021   | 978-4-08-882790-2 | 15 mars 2023    | 978-2-4130-7658-2 |
| Liste des chapitres : - Chapitre 44 : 祭里の行 (Matsuri Sato no Gyō) - Chapitre 45 : すずの決意 (Suzu no Ketsui) - Chapitre 46 : 灼熱の小美呼市 (Shakunetsu no Omiko-shi) - Chapitre 47 : 共同忍務 (Kyōdō Misshon) - Chapitre 48 : 日照り神と乙女たち (Hiderigami to Otome-tahci) - Chapitre 49 : 雨と電話 (Ame to Denwa) - Chapitre 50 : ジェドとおまじない (Jedo to Omajinai) - Chapitre 51 : 視えちゃった (Miechatta) - Chapitre 52 : 祭里・すずVS縊鬼 (Matsuri Suzu Bāsasu Kubire Oni) |                  |                   |                 |                   |
| 7 | 4 janvier 2022   | 978-4-08-882881-7 | 28 juin 2023    | 978-2-4130-7747-3 |
| Liste des chapitres : - Chapitre 53 : すずのお誘い (Suzu no Osasoi) - Chapitre 54 : ふれあい (Fureai) - Chapitre 55 : アブナイ出会い (Abunai Deai) - Chapitre 56 : 〝妖巫女〞の妖 ("Ayakashi Miko" no Ayakashi) - Chapitre 57 : 交わる前世と現世 (Majiwaru Zense to Gense) - Chapitre 58 : 命光輪 (Meikōrin) - Chapitre 59 : 妖巫女VS風巻纏 (Ayakashi Miko Bāsasu Kazamaki Matoi) - Chapitre 60 : もう一度だけ… (Mō Ichido dake...) - Chapitre 61 : 妖巫女の責任 (Ayakashi Miko no Sekinin) |                  |                   |                 |                   |
| 8 | 4 mars 2022      | 978-4-08-883034-6 |                 |                   |
| Liste des chapitres : - Chapitre 62 : 画呪術 (Ga Jujutsu) - Chapitre 63 : 日喰リベンジ (Hinojiki Ribenji) - Chapitre 64 : 君を助けたい (Kimi o Tasuketai) - Chapitre 65 : 戦いの痛み (Tatakai no Itami) - Chapitre 66 : 祭里〝嵐身〞 (Matsuri "Ranshin") - Chapitre 67 : おかえり (Okaeri) - Chapitre 68 : ああ、好き、好き、好き！ (Aa, Suki, Suki, Suki!) - Chapitre 69 : トモダチ以上…？ (Tomodachi Ijō...?) - Chapitre 70 : 突入せよ！！ (Totsunyū Seyo!!) |                  |                   |                 |                   |
| 9 | 3 juin 2022      | 978-4-08-883148-0 |                 |                   |
| Liste des chapitres : - Chapitre 71 : ずるい (Zurui) - Chapitre 72 : 濡れた駆け引き (Nureta Kakehiki) - Chapitre 73 : ウワサを吹き飛ばせ！ (Uwasa o Fukitobase!) - Chapitre 74 : 未確認探偵ルーシー（前編） (Mikakunin Tantei Rūshī (Zenpen)) - Chapitre 75 : 未確認探偵ルーシー（後編） (Mikakunin Tantei Rūshī (Kōhen)) - Chapitre 76 : 操心蒸気 (Sōshin Jōki) - Chapitre 77 : 豆と乙女 (Mame to otome) - Chapitre 78 : マツリ熱 (Masturi Netsu) - Chapitre 79 : ビル子 (Biruko) |                  |                   |                 |                   |
| 10 | 2 septembre 2022 | 978-4-08-883250-0 |                 |                   |
| Liste des chapitres : - Chapitre 80 : その男、益荒男！！ (Sono Otoko, Masurao!!) - Chapitre 81 : 祭里は見た！！ (Matsuri wa Mita!!) - Chapitre 82 : 思い出の声 (Omoide no Koe) - Chapitre 83 : ラチカのプレゼント (Rachika no Purezento) - Chapitre 84 : ニノ曲・性醒流転！？ (Nino-kyoku-sei Seiryū Ten! ?) - Chapitre 85 : 手裏剣の思い出 (Shuriken no Omoide) - Chapitre 86 : 恋緒のスランプ (Ren'o no Suranpu) - Chapitre 87 : すずの神隠し (Suzu no Kamigakushi) - Chapitre 88 : かけがえのないもの (Kakegae no Nai Mono) - Chapitre bonus : こたつ (Kotatsu) |                  |                   |                 |                   |
| 11 | 4 novembre 2022  | 978-4-08-883363-7 |                 |                   |
| Liste des chapitres : - Chapitre 89 : ぶるぶる (Buruburu) - Chapitre 90 : 幼心の想い (Osanagokoro no Omoi) - Chapitre 91 : かなで (Kanade) - Chapitre 92 : 助ける理由 (Tasukeru Riyū) - Chapitre 93 : 妖巫女に恋した者たち (Yōfu On'na ni Koi Shita-sha-tachi) - Chapitre 94 : 律太の悪夢 (Ritsuto no Akumu) - Chapitre 95 : 内なる獣 (Uchinaru Kemono) - Chapitre 96 : 歳上のお願い (Toshiue no onegai) - Chapitre 97 : 花鳥風月キャンプ (Kachōfūgetsu Kyanpu) |                  |                   |                 |                   |
| 12 | 4 janvier 2023   | 978-4-08-883440-5 |                 |                   |
| Liste des chapitres : - Chapitre 98 : 祭里VSルーシー！？ (Matsuri VS Rūshī!?) - Chapitre 99 : 峠のぬりかべ (Tōge no Nuri ka be) - Chapitre 100 : 雲外鏡 卯音 (Ungaikyo Une) - Chapitre 101 : にゃあ (Nyaa) - Chapitre 102 : 駆ける猫娘 (Kakeru Nekomusume) - Chapitre 103 : カゲメイの困惑 (Kagemei no Konwaku) - Chapitre 104 : 想い出の髪留め (Omoide no Kamitome) - Chapitre 105 : シロガネの恋!? (Shirogane no Koi!?) - Chapitre 106 : 刃夜の修行 (Haya no Shugyō) |                  |                   |                 |                   |
| 13 | 3 mars 2023      | 978-4-08-883514-3 |                 |                   |
| Liste des chapitres : - Chapitre 107 : 性惺流転・解除！？ (Sei Senryūten Kaijo!?) - Chapitre 108 : かなでとシロガネ (Kanade to Shirogane) - Chapitre 109 : 愛粉 (Rabu Paudā) - Chapitre 110 : 弥生とニノ曲先輩 (Yayoi to Ninokuru Senpai) - Chapitre 111 : 月の妖 (Tsuki no Ayakashi) - Chapitre 112 : 妖具・紅葫蘆 (Ayakashi gu Kurenai Hōrō) - Chapitre 113 : 恋緒VSドンパ (Reo VS Donpa) - Chapitre 114 : 死中に活あり (Shichū ni Katsu ari) - Chapitre 115 : 五行仙 (Gogyōsen) |                  |                   |                 |                   |
| 14 | 2 juin 2023      | 978-4-08-883545-7 |                 |                   |
| Liste des chapitres : - Chapitre 116 : 妖巫女の正体 (Ayakashi Miko no Shōtai) - Chapitre 117 : 穢れの行 (Kegare no Gyō) - Chapitre 118 : 2人の祭里 (Futari no Matsuri) - Chapitre 119 : ニセモノ？ (Nisemono?) - Chapitre 120 : 屋敷に潜むもの (Yashiki ni Hisomu Mono) - Chapitre 121 : 日喰の想い (Hijiki no Omoi) - Chapitre 122 : 捐嗆 (Magabami) - Chapitre 123 : 祭里VS祭里 (Matsuri Bāsasu Matsuri) - Chapitre 124 : すずとの距離 (Suzu to no Kyori) |                  |                   |                 |                   |
| 15 | 4 septembre 2023 | 978-4-08-883712-3 |                 |                   |
| Liste des chapitres : - Chapitre 125 : カゲメイの期待 (Kage Mei no Kitai) - Chapitre 126 : 男の色気 (Otoko no Iroke) - Chapitre 127 : 神殺しの呪い (Kamigoroshi no Noroi) - Chapitre 128 : 五行仙のうぶこの作戦 (Gogyōsen no Ubu Kono Sakusen) - Chapitre 129 : アクアリウム・デート (Akuariumu Dēto) - Chapitre 130 : 祭里のブラとすすの決意 (Matsuri no Bura to Suzu no Ketsui) - Chapitre 131 : 愛の牢獄 (Rabu Purishon) - Chapitre 132 : 花奏すずの猛攻 (Kanade Suzu no Mōkō) - Chapitre 133 : 恐るべきビル子 (Osorubeki Biruko) - Chapitre 134 : 愛の攻防 (Ai no Kōbō) |                  |                   |                 |                   |
| 16 | 4 décembre 2023  | 978-4-08-883802-1 |                 |                   |
| Liste des chapitres : - Chapitre 135 : 己を祓う覚悟 (Onore o Harau Kakugo) - Chapitre 136 : すず、怒る (Suzu Ikaru) - Chapitre 137 : 歌川画楽 VS 五行仙 (Utagawa Garaku VS Gogyō Sen) - Chapitre 138 : 宝物 (Takaramono) - Chapitre 139 : 真・妖巫女 (Ma Ayakashi Miko) - Chapitre 140 : 妖巫女の"剣 (Ayakashi Miko no Tsurugi) - Chapitre 141 : 破廉恥の力 (Harenchi no Chikara) - Chapitre 142 : ♡決着♡ (♡Ketchaku♡) - Chapitre 143 : 再び、 流転のとき (Futatabi, Ruten no Toki) - Chapitre 144 : 祭里とすずと大団円 (Matsuri to Suzu to Daidan'en) |                  |                   |                 |                   |

## Anime
Une adaptation en anime est annoncée le 18 décembre 2021 durant la Jump Festa 22. La série est produite par Connect et réalisée par Noriaki Akitaya, avec l'assistant Kei Umabiki, les scénarios sont écrits par Shogo Yasukawa, le design des personnages est assuré par Hideki Furukawa, et la musique est composée par Rei Ishizuka. La diffusion commence le 10 janvier 2023 mais est interrompue sine die après le 4e épisode en raison des effets de l'épidémie de Covid-19 sur le calendrier de production. Les épisodes 5 et 6 sont diffusés en mars, avant une nouvelle pause, et un redémarrage de la diffusion en juillet.

### Liste des épisodes
| No | Titre français                         | Titre japonais       | Titre japonais                   | Date de 1re diffusion télévisée |
| No | Titre français                         | Kanji                | Rōmaji                           | Date de 1re diffusion télévisée |
| -- | -------------------------------------- | -------------------- | -------------------------------- | ------------------------------- |
| 1  | Matsuri, Suzu et Shirogane             | 祭里とすずと妖       | Matsuri to Suzu to Ayakashi      | 10 janvier 2023                 |
| 2  | Amies                                  | オンナトモダチ       | Onna tomodachi                   | 17 janvier 2023                 |
| 3  | Le ninja exorciste à la vitesse divine | 神速の祓忍           | Shinsoku no harainin             | 24 janvier 2023                 |
| 4  | La mélancolie de la prêtresse ayakashi | 妖巫女の憂鬱         | Ayakashi miko no yūutsu          | 31 janvier 2023                 |
| 5  | Le double de l'ombre                   | オモカゲ             | Omokage                          | 7 mars 2023                     |
| 6  | Visible, invisible                     | 視える、視えない     | Mieru, Mienai                    | 14 mars 2023                    |
| SP | Récapitulatif                          | 第一話～第六話総集編 | Daiichiwa ~ Dai Roku wa Sōshūhen | 21 mars 2023                    |
| 7  | Garaku Utagawa                         | 歌川画楽             | Utagawa Garaku                   | 22 août 2023                    |
| 8  | Le tout premier                        | 初めてのひと         | Hajimete no Hito                 | 29 août 2023                    |
| 9  | La fameuse rencontre                   | "彼"との遭遇?        | 'Kare' to no Sōgū?               | 5 septembre 2023                |
| 10 | Un garçon attirant                     | 誘う少年             | Izanau Shōnen                    | 12 septembre 2023               |
| 11 | Un cœur en parfaite harmonie           | 調和の心             | Chōwa no Kokoro                  | 19 septembre 2023               |
| 12 | Suzu, la reine des ayakashis           | 妖の王・花奏すず     | Ayakashi no Ō Kanade Suzu        | 26 septembre 2023               |

## Produits dérivés

### Vomic
Une adaptation vomic (voice comic) d'Ayakashi Triangle débute le 20 novembre 2020 avec des épisodes publiés sur la chaîne YouTube de Jump Comics,. Le vomic montre les planches du manga qui apparaissent à l'écran tandis que les acteurs vocaux, la musique et les effets sonores sont joués. Les voix de Matsuri Kazamaki sont réalisés par Hiromu Mineta pour la voix masculine et Yūki Kyōka pour la voix féminine. Suzu Kanade est doublée par Saya Aizawa. Shirogane est doublé par Mitsuteru Nagato (forme de chat) et par Hikaru Fujikura (forme Ayakashi), ainsi que d'autres voix,.

## Accueil

### Ventes
Au Japon, le premier volume d'Ayakashi Triangle a débuté à la 10e place du classement Shoseki avec plus de 23 350 exemplaires vendus le 2 octobre 2020. Il est ensuite tombé au 20e rang, puis au 35e rang le 4 octobre. Au 13 octobre 2020, Ayakashi Triangle s'est vendu à plus de 33 000 exemplaires, dépassant les ventes des volumes de Mashle et de Undead Unluck. Au 24 décembre 2021, le manga s'est vendu à plus d'un million d'exemplaires à travers le monde.

### Critiques
Après avoir lu les deux premiers chapitres d'Ayakashi Triangle, Shawn Hacaga, de The Fandom Post, a qualifié l'histoire de « décente » mais de « rien de spécial ». En plus de faire l'éloge de l'art de Yabuki, qu'il qualifie de « magnifique » et de « fantastique », Hacaga a également déclaré que l'histoire était néanmoins amusant et a admis avoir été surpris par l'inversion des genres à la fin du premier chapitre,. Dans sa critique pour UT Daily Beacon, Connor Holt a donné au manga une note de 3/5, en disant qu'Ayakashi Triangle est moyen quand il est considéré comme un manga ecchi, mais échoue quand il est considéré comme une comédie romantique.
Jacob Parker-Dalton d'OTAQUEST a fait l'éloge du style artistique de Yabuki, en plus de comparer Ayakashi Triangle à Rosario + Vampire d'Akihisa Ikeda : « bête, excité, mais définitivement conçu avec soin et attention ». Dalton a également exprimé son opinion sur la façon dont Ayakashi Triangle ressemble au premier volet d'un manga du milieu des années 2000, puisque la série, selon lui, « réutilise plusieurs éléments typiques de cette période : les démons et les yōkai, pour commencer, mais aussi l'objectivation éhontée, le gender bending, et même une mascotte animale mignonne ». Dans une critique ultérieure, Dalton a souligné la « qualité » de l'écriture d'Ayakashi Triangle, la comparant à JoJo's Bizarre Adventure de Hirohiko Araki en déclarant que « l'un des derniers chapitres de la série, en particulier, était suffisamment bien écrit pour justifier une comparaison ». Dans une troisième critique d'Ayakashi Triangle, Dalton a fait une remarque positive sur le développement de l'intrigue de la série en disant qu'il s'agit d'une « histoire bien construite avec de nombreux moments d'émotion », et que le manga « s'avère rapidement beaucoup plus compétent qu'il ne semblait l'être au départ ».